# 순천 송광사 영산전
순천 송광사 영산전(順天 松廣寺 靈山殿)은 전라남도 순천시 송광사에 있는, 조선시대의 불교 건축물이다. 1963년 1월 21일 대한민국의 보물 제303호로 지정되었다.

## 개요
조계산에 있는 송광사는 우리나라 3대 사찰 중 하나로 매우 유서 깊은 절이다. ‘송광’이라는 절 이름은 조계산의 옛 이름인 송광산에서 따 왔다고 하는데 절을 언제 세웠는지는 정확한 자료가 없어 알 수 없다. 절의 기록에 이 건물은 조선 인조 17년(1639)에 세웠고 영조 12년(1736)에 수리하였다고 한다. 지금 있는 건물은 1973년에 보수한 것이다.
영산전에는 석가모니불상을 모시고 석가의 생애를 8단계로 나누어 그린 팔상도가 있으며, 이외에도 석가가 설법하는 장면을 담은 영산대회 그림도 볼 수 있다.
규모는 앞면 3칸·옆면 2칸이고 지붕은 옆면에서 볼 때 여덟 팔(八)자 모양을 한 팔작지붕이다. 지붕 처마를 받치기 위해 장식하여 짜은 구조가 기둥 위뿐만 아니라 기둥 사이에도 있는 다포 양식이다. 건물에 사용한 부재의 세부 기법이 힘차고 간결하여 조선 전기 건물의 기법을 잘 보여주고 있다.
좁은 자리에 아담한 규모로 세운 소박한 건물이다. 

## 같이 보기
- 송광사
- 송광사영산전후불탱.팔상탱 - 보물 제1368호

## 참고 자료
- 순천 송광사 영산전 - 국가유산청 국가유산포털